# ГАЗ-51
ГАЗ-51 е руски камион, произвеждан от компанията ГАЗ. Това е един от най-добре познатите и най-дълго произвеждани съветски камиони (масово производство от 1946 до 1975). ГАЗ-51 е произвеждан под лиценз и в Полша, Северна Корея и Китай.
Първите опитни образци с индекс ГАЗ-51 са създадени преди края на Втората световна война и са повлияни от американския камион Studebaker US6, а серийното производство започва през 1946 г. От 1955 започва производството на модернизирания ГАЗ-51А, което продължава до 1975 г. Общо са произведени 3481033 броя от всички модификации. 